# Shurabilsjön

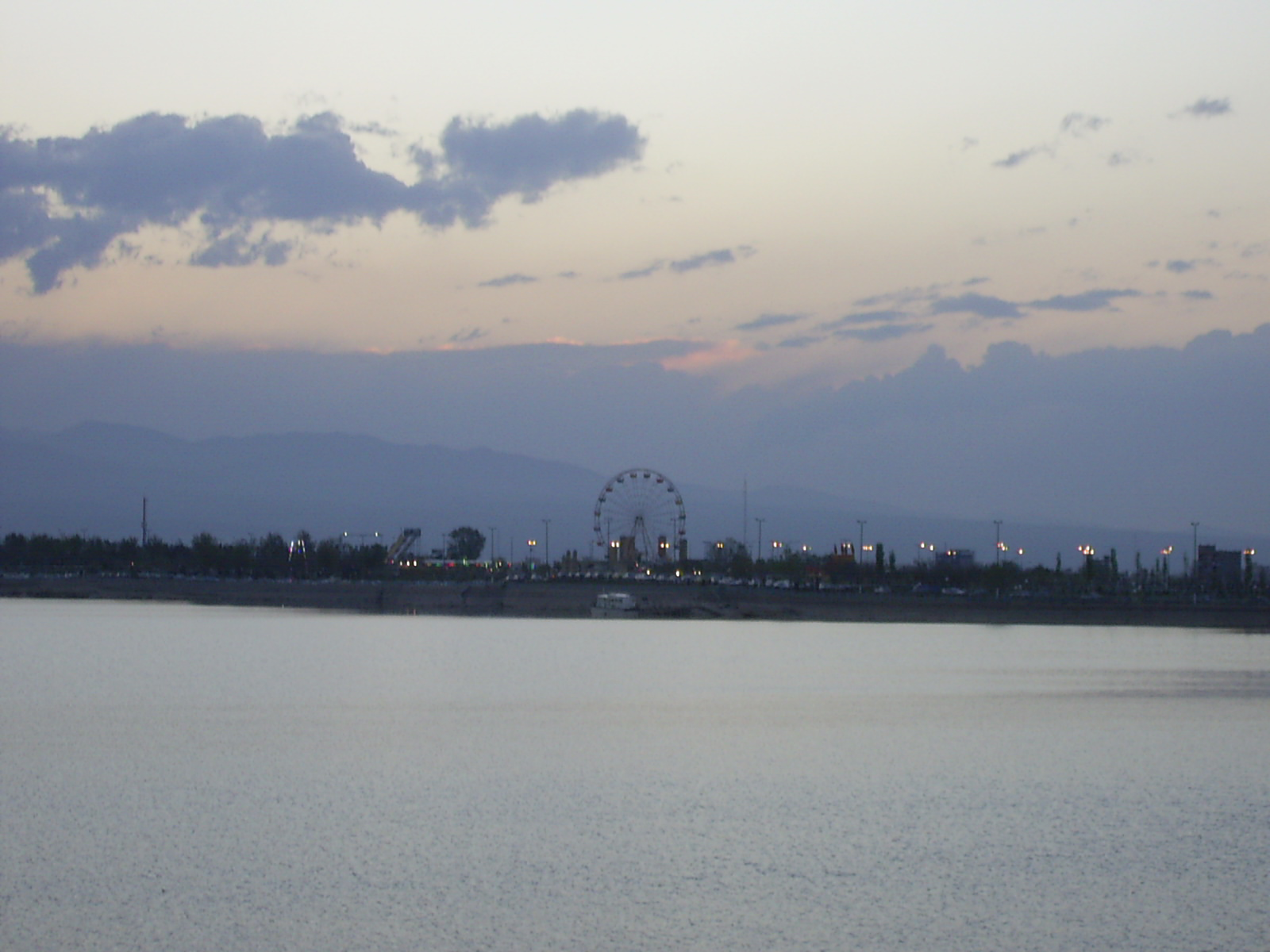

Shurabilsjön (Persiska: دریاچه شورابیل, Daryacheh-ye Shurabil) ligger i staden Ardabils södra del och dess vatten är salt. Folket i Ardabil brukar besöka sjön på sin fritid och under lediga dagar i slutet av veckan.